# 1350年代
| 千纪： | 2千纪                                                                                            |
| 世纪： | 13世纪 \| 14世纪 \| 15世纪                                                                       |
| 年代： | 1320年代 \| 1330年代 \| 1340年代 \| 1350年代 \| 1360年代 \| 1370年代 \| 1380年代                 |
| 年份： | 1350年 \| 1351年 \| 1352年 \| 1353年 \| 1354年 \| 1355年 \| 1356年 \| 1357年 \| 1358年 \| 1359年 |

## 大事记
- 1351年，元末民变爆发，徐寿辉起事。
- 1353年，张士诚起事。
- 1355年，韩林儿复兴宋朝，自称小明王。
- 1356年，朱元璋占领集庆路，被封为吴国公。

## 逝世
- 高丽忠定王（1351年）
- 郭子兴（1355年）
- 脫脫（1355年）